# Полє (Слунь)
45°04′ пн. ш. 15°39′ сх. д. / 45.07° пн. ш. 15.65° сх. д.
Полє (хорв. Polje) — населений пункт у Хорватії, у Карловацькій жупанії у складі міста Слунь.

## Населення
Населення за даними перепису 2011 року становило 29 осіб.
Динаміка чисельності населення поселення: